# غافن ريس
غافن ريس (بالإنجليزية: Gavin Rees)‏ مواليد 10 مايو 1980 في ويلز، هو ملاكم محترف ويلزي يصنف ضمن فئة الوزن الخفيف بدأ مسيرته الاحترافية سنة 1998 حيث انتصر في نزاله الأول. حقق بطولة رابطة الملاكمة العالمية.

## المسيرة الاحترافية
من نزالاته:
- خسر أمام أندرياس كوتيلنيك بالضربة الفنية القاضية (22-03-2008).
- انتصر على سليمان مباي (21-07-2007).

## إحصائيات
خاض خلال مسيرته 43 نزالا، فاز في 38 وتعادل في 1 وخسر في 4. فاز بالضربة القاضية في 19 نزالا.

## روابط خارجية
- غافن ريس على موقع بوكس ريك (الإنجليزية) (registration required)